# Bartlettia stefanensis
Bartlettia stefanensis е вид мида от семейство Mycetopodidae. Видът не е застрашен от изчезване.

## Разпространение
Разпространен е в Парагвай, Перу и Френска Гвиана.